# Río Grande kommun, Argentina
Departamento de Río Grande är en kommun i Argentina.   Den ligger i provinsen Eldslandet, i den södra delen av landet, 2 200 km söder om huvudstaden Buenos Aires.
Trakten runt Departamento de Río Grande består i huvudsak av gräsmarker. Runt Departamento de Río Grande är det mycket glesbefolkat, med 5 invånare per kvadratkilometer.